# Alexandre Taillefer
Alexandre Taillefer est un entrepreneur et un homme d'affaires québécois. Il est fondateur et principal associé de XPND Capital, une société de placement privée auprès d'entreprises québécoises.

## Biographie
À 21 ans, il amorce sa carrière d’entrepreneur à succès en fondant, en 1993, en pleine révolution numérique, la société Intellia, un fournisseur de services pour le commerce électronique, qui a été rachetée trois ans plus tard par Québecor.
Il restera cinq ans chez Québecor (jusqu'en 2000) où il dirige la division numérique, à partir de laquelle il réalise une série d’acquisitions, dont celle de la société Informission qui fusionnera avec Intellia pour devenir Nurun, qui appartient aujourd’hui à Publicis Groupe, et d’Hexacto, une entreprise de jeux mobiles.
En 2007, il cofonde Stingray Digital, un distributeur de produits et services musicaux multiplateformes.
En 2012, il devient président du conseil d'administration du musée d'art contemporain de Montréal et président du Comité-conseil pour le développement et la promotion de l'art public (CCDPAP).
De 2013 à 2016, il est l'un des dragons à l'émission Dans l'œil du dragon.
En 2015, son groupe se porte acquéreur du magazine Voir.
Alexandre Taillefer s’est associé à Stephen Bronfman et son holding Claridge pour créer le premier fonds XNPD, qui était doté de 20 millions. Un deuxième fonds XNPD a été créé et celui-ci profitera d’un capital d’investissement de 40 millions.
Taxelco est un holding de transport mis sur pied en 2015 par XPND Capital, qui a mis la main sur 40 % du marché du taxi à Montréal avec Téo Taxi (pour transport écologique optimisé), Taxi Diamond et Taxi Hochelaga[réf. souhaitée].
En 2016, il lance « Mishmash », un collectif culturel ayant pour mission de favoriser et d'exporter le talent québécois à l'international, notamment éditeur de L'actualité, acheté de Rogers Media en 2016.
Alexandre Taillefer prend à l'occasion position dans les débats politiques au Québec. En août 2016, il s'est dit en faveur du salaire minimum à 15 $. En mai 2017, il a invité le gouvernement québécois à réinvestir dans les CPE.
Appuyant des hommes et des femmes politiques de différents partis politiques, Alexandre Taillefer se décrit comme un "queer politique". Plus critique, Jonathan Durand Folco le décrit comme un "bourgeois postmoderne".
Le 29 janvier 2019, il surprend en mettant la clé sous la porte de Téo Taxi, après avoir reçu plusieurs millions de dollars en investissement de la part de la Caisse de dépôt et placement du Québec, le Fonds de solidarité FTQ, Fondaction CSN, ainsi que de nombreux ministères.
Le 10 juin 2020, il est élu en tant que nouveau président du conseil d'administration de BIXI, des vélos en libre-service disponibles pour se déplacer à Montréal. L'annonce crée l'émoi, alors que ses plus récents projets furent des échecs exposés sur la place publique et critiqués vivement au sein de la population québécoise.

### Politique
La Presse révélait le 10 mai 2018 qu'Alexandre Taillefer était à la fois le président de la campagne électorale du PLQ et membre du Parti québécois (PQ). "Va-t-il utiliser ses médias, notamment «L'actualité» et «Voir», pour faire la promotion du Parti libéral du Québec?», s'est ouvertement questionnée la caquiste Nathalie Roy. «J'ai deux magazines qui sont des mensuels. La qualité des journalistes que l'on a et leur rigueur ne peuvent pas être remises en question. On n'est pas du tout dans une situation problématique», a répondu M. Taillefer.
Le premier ministre du Québec, Philippe Couillard, a affirmé que M. Taillefer sera «un président de campagne», soulignant qu'il n'est pas «un candidat à un poste électif». «Dans le passé, les présidents de campagne ne se sont pas départis de leurs intérêts puisque c'est un poste pour le temps de la campagne», a renchéri le chef libéral.
Or, le ministre de l'Énergie et des Ressources naturelles, Pierre Moreau, a également exprimé le souhait qu'Alexandre Taillefer, prenne «les mesures comme tous ceux qui s'engagent en politique doivent prendre, c'est-à-dire être prudent et transparent, s'assurer qu'il n'y a pas de situation de conflit ou des situations apparentes de conflits d'intérêts». «Ça s'applique à lui, ça s'applique à tout le monde, ça s'applique à tous les partis et ça s'applique à tous ceux qui s'impliquent en politique», a affirmé M. Moreau .
Dans un communiqué de presse publié vendredi le 4 mai 2018, Alexandre Taillefer, a annoncé que « le plein pouvoir décisionnel de Mishmash Média, sans droit de regard, sera assumé par le président Éric Albert pour l'administration complète et les décisions d'affaires ». Cette décision intervient après avoir annoncé qu'il devenait directeur de la campagne électorale du Parti libéral du Québec (PLQ). « Il est primordial de pouvoir assurer une indépendance totale aux salles de rédaction par rapport à leur propriétaire, encore plus lorsque celui-ci s'investit en politique », a-t-il expliqué.
Selon Me Donald Riendeau, fondateur et directeur général de l’Institut de la confiance dans les organisations (ICO), M. Taillefer a pris la bonne décision en prenant ses distances de ses entreprises de presse. Mais « les conflits d’intérêts ne sont pas disparus pour autant. Il reste un risque pour les entreprises de M. Taillefer, qui demandent des subventions gouvernementales » .
L'actualité, un magazine d'information au Québec, révélait le 10 mai 2018, que M. Taillefer était inscrit au registre des lobbyistes pour obtenir des modifications réglementaires, également au ministère des Transports, au Fonds vert et à Transition énergétique Québec, pour obtenir des contrats, ainsi qu’auprès de deux ministères pour obtenir une subvention de 4 millions $ .